# Determinismo duro

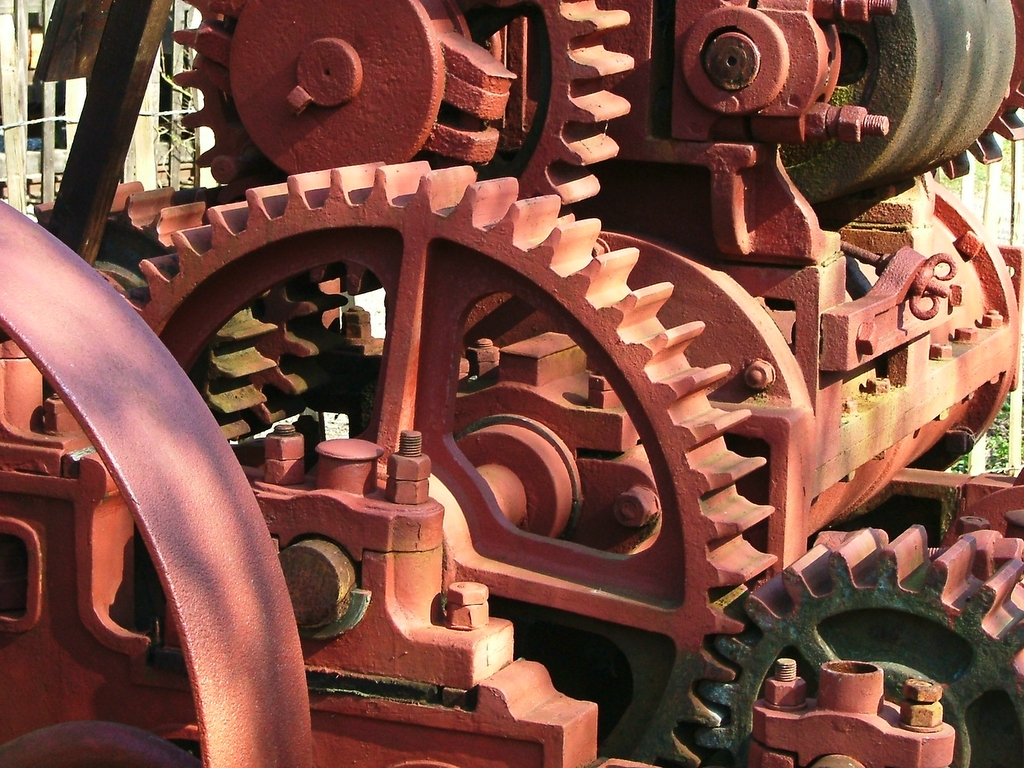
Los deterministas duros creen que las personas son como relojes muy complejos, en el sentido de que son máquinas moleculares.

El determinismo duro (o determinismo metafísico) es una visión del libre albedrío que sostiene que el determinismo es verdadero, que es incompatible con el libre albedrío y, por lo tanto, que el libre albedrío no existe. Aunque el determinismo duro generalmente se refiere al determinismo nomológico, también puede ser una posición tomada con respecto a otras formas de determinismo que necesitan el futuro en su totalidad.
El determinismo duro se contrasta con determinismo blando, que es una forma compatibilista de determinismo, que sostiene que el libre albedrío puede existir a pesar del determinismo. También se contrasta con el libertarismo metafísico, la otra forma importante de incompatibilismo que sostiene que existe el libre albedrío y que el determinismo es falso.

## Historia

### Era clásica
En la antigua Grecia, Sócrates inició la enseñanza racionalista de que cualquier agente está obligado a perseguir el bien principal concebido por su mente. Estratón de Lámpsaco especuló que un poder divino inconsciente actúa en el mundo y causa el origen, crecimiento y descomposición de las cosas. Diodoro Cronos afirmó la identidad de lo posible y lo necesario e infirió que los acontecimientos futuros están tan determinados como los pasados. Crisipo de Soli refutó el "argumento ocioso" inventado para desacreditar el determinismo como si los esfuerzos humanos fueran inútiles en un mundo predeterminado; explicó que los eventos predestinados ocurren con la participación de agentes conscientes.
El Bhagavad Gita, un texto indio clásico compuesto alrededor del siglo IV a. C., también menciona ideas deterministas duras. Krishna, la personificación de Dios, le dice a Arjuna en el verso 13.30:

Solo ellos ven verdaderamente quienes entienden que todas las acciones (del cuerpo) son realizadas por la naturaleza material, mientras que el ser en realidad no hace nada.

### Era moderna
En el siglo XVII, tanto John Locke como Baruch Spinoza defendieron la causalidad estricta de los actos volitivos.

Los hombres se engañan porque se creen libres... y la única razón para pensar así es que son conscientes de sus propias acciones e ignoran las causas por las que esas acciones están determinadas.
Baruch Spinoza "The Nature and Extent of Human Knowledge", p. 175

En la era de la ilustración, el Barón d'Holbach promulgó la interpretación naturalista de los eventos mentales. Arthur Schopenhauer observó que todo el mundo se considera libre a priori ; sin embargo, a posteriori debe descubrir que se vio obligado a tomar las decisiones que realmente tomó. Friedrich Nietzsche notó que las decisiones libres se califican como causa sui, que surgen de la inexistencia.

### Historia contemporánea
Recientemente, Daniel Wegner enfatizó las limitaciones del libre albedrío sobre la base de evidencia experimental para la elección y la acción inconscientes. Para probar el determinismo, se propuso el siguiente experimento putativo: se pueden evitar todas las diferencias principales entre las características de un cigoto artificial y las que se desarrollan naturalmente.

## Visión general
Al enfrentar un desafío, los agentes toman decisiones de acuerdo con el carácter heredado, la historia de vida y los estímulos actuales. El campo de la atención aguda es limitado y los motivos permanecen en parte inconscientes. Desde la perspectiva de la primera persona, tenemos un compromiso intuitivo de que hay muchas opciones disponibles. Sin embargo, si se considera la totalidad del contenido mental desde la perspectiva de la tercera persona, sólo resulta real una sola decisión considerada por el agente como la más favorable en ese momento. La validez de la causalidad de cualquier evento mental se hace evidente teniendo en cuenta sus correlatos neurofisiológicos. Diferentes descripciones causales corresponden al dominio mental y físico. Las leyes de la termodinámica y la mecánica cuántica gobiernan este último. Admitir la causalidad puramente mental de los impulsos fisiológicos significaría un exceso de determinación. Los naturalistas refutan como una ilusión la suposición de que, en condiciones idénticas, son posibles decisiones y acciones alternativas. El determinismo duro no se refiere simplemente a un determinismo en la tierra, sino en toda la realidad (por ejemplo, que involucra los efectos de la luz de otras galaxias, etc.); no solo durante un cierto período de tiempo determinista, sino para todo el tiempo. Esto también significa que la relación de necesidad será bidireccional. Así como las condiciones iniciales del universo presumiblemente determinan todos los estados futuros, también el presente necesita el pasado. En otras palabras, uno no podría cambiar ningún hecho sin afectar toda la línea de tiempo. Debido a que los deterministas duros a menudo apoyan esta visión eterna del tiempo, no creen que existan oportunidades o posibilidades genuinas, solo la idea de que los eventos son 100% probables.
A diferencia de los "fundamentalistas de la ley", algunos filósofos son "pluralistas de la ley": cuestionan lo que significa tener una ley de la física. Un ejemplo es el "Análisis de los mejores estándares", que dice que las leyes son solo formas útiles de resumir todos los eventos pasados, en lugar de que existan entidades metafísicamente "agresivas" (esta ruta todavía lo pone en conflicto con la idea del libre albedrío).[cita requerida] Algunos pluralistas de la ley creen además que simplemente no hay leyes de la física. La hipótesis del universo matemático sugiere que existen otros universos en los que las leyes de la física y las constantes fundamentales son diferentes. Andreas Albrecht, del Imperial College de Londres, lo llamó una solución "provocadora" a uno de los problemas centrales que enfrenta la física. Aunque "no se atrevería" a decir que lo cree, señaló que "en realidad es bastante difícil construir una teoría en la que todo lo que vemos es todo lo que hay".
La factibilidad de probar el determinismo siempre se ve desafiada por lo que se sabe, o lo que se piensa que se sabe, acerca de la idea de una teoría del todo final y que lo abarque todo . Algunos físicos cuestionan la probabilidad del determinismo sobre la base de que ciertas interpretaciones de la mecánica cuántica estipulan que el universo es fundamentalmente indeterminista, como la interpretación de Copenhague ; mientras que otras interpretaciones son deterministas, por ejemplo, la interpretación de Bohm y la interpretación de muchos mundos . La teoría del caos describe cómo un sistema determinista puede exhibir un comportamiento desconcertante que es difícil de predecir: como en el efecto mariposa, las variaciones menores entre las condiciones iniciales de dos sistemas pueden resultar en diferencias importantes. Sin embargo, la teoría del caos es una tesis totalmente determinista; simplemente demuestra el potencial de consecuencias muy diferentes de condiciones iniciales muy similares. Bien entendido, pues, ilumina y refuerza la afirmación determinista.

## Implicaciones éticas

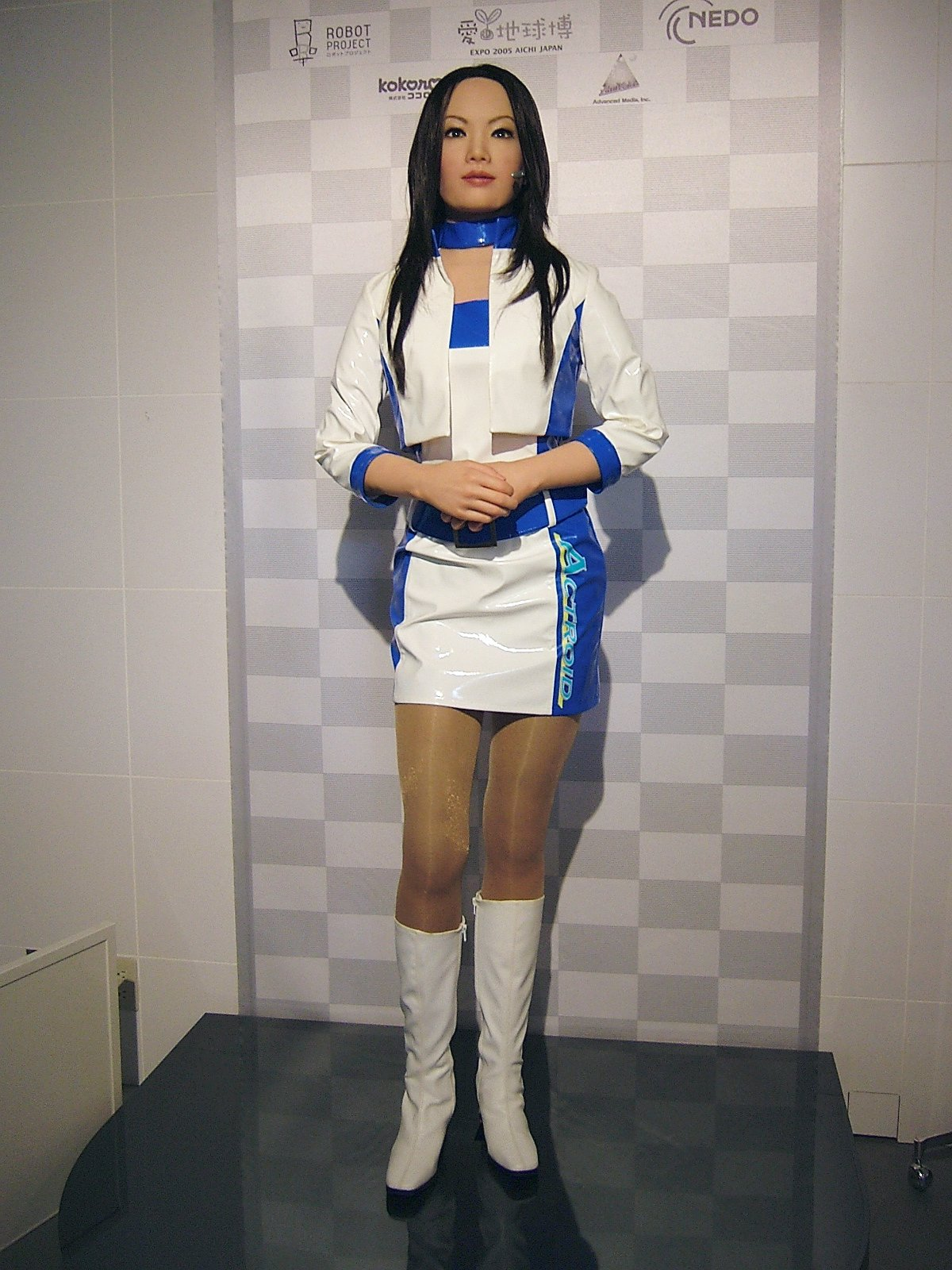
Algunos deterministas duros considerarían moralmente responsables a los seres robóticos de inteligencia suficiente (en la foto de arriba: intentos de construir máquinas realistas).

Los deterministas duros rechazan el libre albedrío. Los críticos a menudo sugieren que, al hacerlo, el determinista duro también rechaza la ética . La clave de este argumento se basa en la idea de que hacer que una persona sea moralmente responsable requiere que elija entre dos o más alternativas verdaderamente posibles. Si la elección es realmente imposible, entonces sería incorrecto responsabilizar moralmente a alguien por sus acciones. Si este argumento se sostiene, los deterministas duros están restringidos al nihilismo moral . Esta característica, sin embargo, es defendible sólo en la medida en que los deterministas duros descartan la responsabilidad. En un mundo necesitado, se atenúa el recurso al mérito y la culpabilidad, mientras que no se arruina la adhesión a los valores éticos y legales. Las personas pueden ser apreciadas como portadoras, ejecutoras y defensoras de la moralidad. Alternativamente, la elección de arrepentirse de las malas acciones pasadas se vuelve irrazonable. Sin embargo, uno puede amonestarse a sí mismo por sus errores y tomar la decisión de evitar un comportamiento similar en el futuro. Aquellos deterministas duros que defienden el realismo ético objetarían la premisa de que el libre albedrío contracausal es necesario para la ética. Aquellos que también son éticamente naturalistas también pueden señalar que hay buenas razones para castigar a los delincuentes: es una oportunidad para modificar su comportamiento, o su castigo puede actuar como un elemento disuasorio para otros que de otro modo actuarían de la misma manera. El determinista duro incluso podría argumentar que esta comprensión de las verdaderas y diversas causas del comportamiento de un psicópata, por ejemplo, les permite responder de manera aún más razonable o compasiva.
Los deterministas duros reconocen que los humanos, en cierto sentido, "eligen" o deliberan, aunque de una manera que obedece a las leyes naturales. Por ejemplo, un determinista duro podría ver a los humanos como una especie de máquinas pensantes, pero cree que es inexacto decir que "tomaron una decisión" o "eligieron". La generalización de la causalidad de los eventos debería evitar la exageración de los impulsos externos. Las personalidades autotélicas muestran un alto índice de actividades por sí mismas. La capacidad de resistir el asalto psicológico es una evidencia impresionante de los recursos autárquicos. Los deterministas incluso admiten que con el conocimiento correspondiente, son posibles cambios en el depósito genético y, en consecuencia, en el comportamiento.
Hasta ahora, los conceptos y la terminología de los asuntos jurídicos siguen la creencia prerreflexiva en posibilidades alternativas. A medida que avanza el conocimiento científico, la actitud jurídica se vuelve cada vez más "externa": debería haber menos emociones acerca de la voluntad del delincuente y más preocupación por los efectos de las ofensas en la sociedad. La función retributiva del castigo debe ser rechazada por irracional e injustificada. Se descarta ya la "Lex talionis" por la deficiente correlación entre delito y pena. Si la noción empedernida de "mens rea" se utiliza en absoluto, entonces sólo para distinguir las acciones intencionales de las inadvertidas y no para designar una empresa autónoma del infractor de la ley. Al mismo tiempo, se justifica exigir al perpetrador que reconsidere críticamente sus intenciones y su carácter, para exigir disculpas y una compensación a favor de las víctimas. El servicio de rehabilitación debe ser utilizado para entrenar el círculo de riesgo para el mantenimiento de las normas de la vida social.

## Efectos psicológicos de la creencia en el determinismo duro
Se han observado algunas anomalías de comportamiento en personas que cultivan el hábito de la conciencia causal. Se reportan aumento de la agresividad, cumplimiento excesivo y reducción de la ayuda. La evaluación crítica de la propia conducta anterior parecía disminuida.
William James fue un filósofo pragmátista estadounidense que acuñó los términos "determinista suave" y "determinista duro" en un influyente ensayo titulado "The Dilemma of Determinism". Argumentó contra el determinismo, sosteniendo que lo importante no es la responsabilidad personal, sino la esperanza. Creía que el determinismo completo conduce a un pesimismo sombrío o a un subjetivismo degenerado en el juicio moral. Propuso que la forma de escapar del dilema es dejar un papel al azar. James tuvo cuidado de explicar que preferiría "debatir sobre objetos que sobre palabras", lo que indica que no insistió en decir que reemplazar el determinismo con un modelo que incluyera el azar tenía que significar que teníamos "libre albedrío".
El determinista argumentaría en contra de que todavía hay motivos para la esperanza. Si el universo está determinado o no, no cambia el hecho de que el futuro es desconocido, y muy bien podría serlo siempre. Desde un punto de vista naturalista, las acciones de una persona todavía juegan un papel en la configuración de ese futuro. El fundador y director del Centro de Naturalismo, Thomas W. Clark, explica que los humanos no son simplemente los juguetes de las fuerzas naturales modeladas en el universo, sino que nosotros mismos somos ejemplos de esas fuerzas. La visión determinista alinea nuestras representaciones con las facultades y posibilidades que realmente poseemos, pero debe evitar la introspección engañosa. Admitir la dependencia de los agentes en un contexto drástico puede mejorar la percepción, moderar la gravedad y evitar el sufrimiento improductivo. En la medida en que la mente comprende la necesidad universal, el poder de las emociones disminuye.